# (1826) Miller
(1826) Miller – planetoida z pasa głównego planetoid okrążająca Słońce w ciągu 5 lat i 69 dni w średniej odległości 3 au Została odkryta 14 września 1955 roku w Goethe Link Observatory (Indiana Asteroid Program) w Brooklynie w stanie Indiana. Nazwa planetoidy pochodzi od Johna Anthony'ego Millera, amerykańskiego astronoma. Przed jej nadaniem planetoida nosiła oznaczenie tymczasowe (1826) 1955 RC1.